# Тюркски народи
Тюркските народи са северно и централноевразийски народи, които говорят езици, принадлежащи към тюркското езиково семейство, и които имат (в различни степени) определени общи културни и исторически черти. За термина „тюркски“ се смята, че представя по-скоро езикова характеристика и невинаги е расова такава. Тюркските езици са подразделение на алтайското езиково семейство и са едни от географски най-широко разпространените в света, като се говорят в обширен регион, простиращ се от Европа до Сибир.

## Географско разпространение
Тюркските народи имат много различни разклонения и техният общ брой е около 160 милиона. Около половината от тях са турци от Турция (76 милиона). Другата половина от тюркските народи е концентрирана в Централна Азия, Русия, Задкавказието и Северен и Централен Иран.
В наши дни има шест независими тюркски държави: Азербайджан, Казахстан, Киргизстан (Киргизия), Туркменистан (Туркмения), Турция и Узбекистан, както и СКТР в Северен Кипър (призната само от Турция). Има и няколко автономни тюркски републики и региони под тюркско управление в Руската федерация: Алтай, Башкортостан (Башкирия), Чувашия, Дагестан, Хакасия, Карачаево-Черкезия, Татарстан, Тува и Якутия. Всяка автономна тюркска република в Руската федерация си има собствено знаме, парламент, закони и официален език.
Има и още два важни автономни тюркски района: Синдзян-уйгурски автономен регион (познат също като Източен Туркестан) в Западен Китай и автономният район Гагаузия, намиращ се в Южна Молдова и граничещ с Украйна на изток. Освен това има няколко региона с тюркско население без специален статус в Иран и части от Ирак, Грузия, Таджикистан, Афганистан и Западна Монголия. Азербайджанците от Иран (живеещи главно в Южен Азербайджан и в основните градски центрове) са най-големия тюркски народ без статус в света. Турците са около 70 милиона, включително и емигрантите и малцинствата в Европа, а втори по брой тюркски народ са азербайджанците, които са повече от 35 милиона по света, като повечето от тях живеят в северозападен Иран – район, наричан от някои Южен Азербайджан.

## Тюркски корени
Наименованието „тюрк“ е използвано за първи път официално като политическо име през 6 век. Тюркски националисти твърдят, че експанзията на пратюркските народи през Евразия е включвала скити (ишкуз), хунну, хуни, сармати, хазари, печенеги, алани, кимери, масагети и други степни народи. При все, че някои от тези народи биха могли да представляват в някаква степен пратюркски или тюркски племена или племенни съюзи, повечето от тях се смятат широко за нетюркски. Определено в по-късни времена хазарите и печенегите са били тюрки, но за кимерите, аланите, масагетите, сарматите и скитите се смята, че са ранни индоевропейци.
Въпреки че са водили уседнали начин на живот, по-старата традиция на номадството е създала културна норма, която в най-добрия случай е представена от войнствения им дух, чувство за водачество, навици за подвижен живот, майсторство, храброст, елегантно ездаческо изкуство, и необикновени умения в стрелбата с лък яздейки. Тюркските народи са използвали свои собствени писмености като руническата орхонска писменост и уйгурската азбука. Традиционните, националните и културните символи на тюркските народи включват звездата и полумесеца, използвани за символи на тюрките още от доислямски времена, когато те практикували шаманизъм, също така вълка, част от тюркската митология и традиция, както и синия цвят, желязото и огъня. В епохата на национализъм тюрките са сред първите ислямски народи, които приемат западните идеи на либерализъм и секуларни идеологии. За първи път това се събужда в Руската империя и е развито от татарски интелектуалци като Исмаил-бей Гаспирали и Юсуф Акджура като реакция на панславистките и русифициращи политики на Руската империя. Първите напълно демократични и светски републики в мюсюлманския свят са тюркски: злочестата Идел-Урал, основана през 1917 г., Азербайджанската демократична република през 1918 г. (и двете погълнати от Съветския съюз) и през 1923 г. – Република Турция.

## Етногенезис
Първоначално формирането на тюрките и техния език става в обширна територия обхващаща Средна Азия и Южен Сибир. Този ареал се формира исторически в течение на над две хилядолетия. Етническата история на пратюркския субстрат включва синтез на две групи население:
- формираното в областта на запад от Волга през 3-то и 2-ро хилядолетие пр.н.е. индоевропейско население, мигрирало впоследствие далеч на изток.
- зародилото се първото хилядолетие пр.н.е. в степите на изток от Енисей население с източноазиатски произход, говорещо на пратюркски и носещо белезите на монголоидната раса.

Историята на взаимодействието и сливането на двете групи в течение на около 2 хиляди години е процес на етническа хомогенизация и формиране на тюркските племена. Номадските държави в течение на много векове са преобладаваща форма на държавни образувания в евразийските степи. Първоначално скитски, а след това и тюркски, те се преливат и сменят една в друга от средата на първото хилядолетие пр.н.е. до 17 век.
Описаната комплексна етногенетична теория се подкрепя и от генетични тестове. Според тях носителите на културата „ямна“, които на практика са протоиндоевропейците, се разселват от Понтийско-Каспийската степ през 4-то хилядолетие пр.н.е., достигайки постепенно и до границите на Източен Сибир. Впоследствие, през първото хилядолетие пр.н.е., индоевропейците губят технологичните си предимства, свързани с откриването на колелото и опитомяването на коня, като в Сибир и Централна Азия, посоката на миграцията се обръща. Така те отстъпват мястото си на други конници от Източна Азия, носители на монголоидни гени, които са въоръжени по-добре, а самите индоевропейци там постепенно са изтласкани и избивани, като са претопени и изчезват в новите миграционни вълни на източноазиатските номади. Скелетни останки от Казахстан (Централна Азия), разкопани от различни места, които са датирани между 15 век преди новата ера и 5 век след новата ера, са изследвани генетично. Разпределението на източно и западно евразийски гени през периода в региона съответства с наличната археологическа информация. През периода от 13-и до 7 век преди н.е., всички проби принадлежат на западноевразийски хаплогрупи, а по-късните свидетелстват за пристигането на носители на източноазиатски такива, които съжителстват с носителите на предходния генетичен субстрат и се смесват с него.
Според автозомно генетично изследване от 2015 г. адресирано към генетичния произход на тюрките, обхванало лица от 22 отделни групи тюркоезично население, които представят напълно тяхното настоящо географско разпространение, в съгласие с приетия модел, според който, при тюркската експанзия, елитът е предизвикал по места подмяна на езика на подчиненото местно население, е потвърдено, че повечето от тюркоезичните народи генетично наподобяват своите географски съседи. Въпреки това, дори западните тюркски народи от Източна Европа, включени в извадката, показват наличие на специфични хромозомни частици, които са идентични по произход (IBD) с населението от днешен Южен Сибир и Монголия Това са области, които историците сочат като евентуален център на серията преселения, на различни тюркски степни племенни групи през средновековието. Наличие на такива частици се наблюдава също и в нетюркски популации в Западна Евразия, но тюркските народи демонстрират по-висок процент на наличие на такива частици и с по-голяма дължина в сравнение с техните нетюркски съседи. Използван е и метод за подразбиране на периода на примесване на тези частици в местното население, който е установен, че обхваща интервала от 9-и до 17 век, който се припокрива с тюркските миграции, станали през периода между 5-и и 16 век. По този начин, резултатите доказват наличието на специфична генетична добавка сред тюркските народи, както и периода на неотдавнашното примесване и споделяне на родословието на предците им със заверените местни популации, което подкрепя теорията, че прародината на тюркските народи е Монголия и Южен Сибир. Такива IBD частици са установени както в Източна Европа, така и на Балканите, включително и в България.

## Външен вид
Някои историци разглеждат „тюркски“ като езикова категоризация, а не като стриктно етническа такава. Това не е чудно, тъй като тюркските народи често се различават сериозно един от друг по външен вид, отразявайки изобилните преселения, завоевания и заселвания из цяла Евразия. По тази причина вече значителните проблеми, съществуващи при всяка расова класификация, са много по-трудни в случая с тюрките.
Мнозинството тюркски народи, от бившите османски земи до западен Китай и от сибирските равнини до централен Иран, имат видими физически черти, вариращи от средиземноморски европеидни до северни монголоидни. Някои имат много светли черти, включително сини очи и русолява или червеникава коса, други са с определено северноазиатски вид, но могат да имат и сини или сиви очи.
В западни тюркски страни като Турция и Азербайджан изключително много хора имат „средиземноморски“ външен вид с европеидни черти, тъмна коса и очи и мургава кожа. Това може да се обясни предимно с наследството от гръко-римляните в Мала Азия, както и от черкези, евреи, асирийци, араби, кюрди и др., които били покорени от османците и имали много смесени бракове с тях. Друг пример за смесване може да се намери в Унгария. Унгарците са до голяма степен асимилирани в Европа, но последните ДНК данни подсказват, че съвременните унгарци (маджари) са уралци по произход. Връзката на маджарите с тюркски групи е неясна. Независимо от това, съвременните унгарци са придобили голям славянски и германски ДНК примес, след като са дошли.
В Централна Азия се срещат успоредни, но различни, картини на разнообразието в земи, които някога са били на Пътя на коприната – основен път между Запада и Китай в продължение на много векове. При обитателите на тези региони могат да се видят крайности на расовия фенотип от европеидни до монголоидни с вероятни примеси от персийски, еврейски, арабски, индийски и китайски произход, но оставащи културно хомогенни в своите райони. Светлата кожа, коса и очи заедно с монголоидна структура на лицето преобладават сред някои тюркски групи от Северна Азия като казахи и киргизи, въпреки че нормата клони към тъмната коса и светла до светлокафява кожа. Един пример са уйгурите от Синдзян в Китай, между които могат да се видят черти на лицето, вариращо от монголоидни до северноевропейски, абсолютно независими от смесването с китайските имигранти. В области със значително руско влияние (от Азербайджан до Киргизстан) е обичаен славянския примес.
Много е спорено за расовата природа на първоначалните тюркоезични праотци, като някои предполагат съществуването на „урало-алтайска раса“, която има предимно кавказоидни черти в единия край на спектъра и предимно монголоидни в другия. Широко се приема обаче, че корените на тюркските езици са алтайски, произхождащи от планинския регион Алтай, който се простира в съвременна Русия, Китай, Монголия и Казахстан и може би те имат по-слаба връзка с уралците отколкото се предполага.
Племената, населяващи района на Алтай в наши дни, с най-малко навлизане на руснаци и китайци, са с преобладаващо азиатски/монголоиден вид и със светла, макар и не бяла, кожа и това е може би най-доброто свидетелство за вида на първоначалните тюркски прародители. На ръст те са ниски и набити и не стават високи като европейците.

## Терминология
В съвременна Турция не се прави разлика между турци и тюркски народи. Понякога се твърди дори, че разделянето е до голяма степен в резултат на сталинизма и че преди основаването на Съветския съюз името „турски“ е използвано за всички тюркски народи като част от едно по-голямо семейство. Други възразяват, че този аргумент е неоснователен и се използва само, за да се подкрепят расистките теории на пантюркизма, посочвайки, че разликите между различните правителствени администрации, както и културните, религиозните, историческите и дори расовите разлики са прекалено големи, за да се говори за някакво политическо единство.
Първото познато споменаване на термина „тюрк“ по отношение на тюркска група е относно гоктюрките през 6 век. Писмо на китайския император до гоктюркския хан Избара през 585 г. го титулува „Великият Тюркски Хан“. Орхунските надписи (735 г.) използват наименованието „тюрук“.
Предишната употреба на подобни наименования е с неизвестна значимост, въпреки че някои сериозно мислят, че те са свидетелство за историческата приемственост на наименованието и народа като езикова единица от далечни времена. Това включва един китайски документ от 1328 г. пр.н.е., наричащ един съседен народ „ту-кю“.
Думата „тюрк“ означава „силен“ или „могъщ“ на старотюркски.

## Терминология в преданията
В древния зороастрийски текст „Зенд-Авеста“ един от внуците на Йима (подобен на Ной като единствен оцелял от бедствие, което обезлюдява Земята) се казва Тур или Тура – предполагаемият праотец на т.нар. „турански“ народи – наименование, използвано в Древен Иран за всички обитатели на Средна Азия. Думата „турански“ е производна на иранската дума „тур“ или „тар“, означаваща „тъмен“ (в израз на начинът, по който западноиранците виждали земите на Север от тях като тайнствена „тъмна земя“), но твърденията, че има някаква етимологическа връзка с думата „тюрк“ са предмет на горещи спорове между различни историци.
Този традиционен персийски произход се обърква от някои с творбата от късния 16 век „Акбарнама“ от Абул-Фазел, където той описва няколко мюсюлмански традиции, като прави „Турк“ най-големия син на Яфет и внук на Ной. През 19 век, също така, е обичайно в християнските кръгове за праотец на тюрките да се смята Тогарма, внук на Яфет в Битие 10.
Според Махмуд от Кашгар, тюркски учен от 11 век, и различни други традиционни ислямски учени и историци, името „Турк“ произлиза от „Тур“, един от синовете на Яфет, и има един произход с Гомер (кимери) и Ашкеназ (скити, ишкуз), които традиционно се приемат за едни от най-ранните тюрки (повечето съвременни смятат тези племена за ирански). Едно подобно име, „Дур“, също се споменава в една средновековна унгарска легенда като легендарен племенен вожд на кавказките алани (арани, ирони – съвременните осетинци), чиито дъщери станали жени на маджарските праотци Магор и Хунор. Според някои  това е същият владетел Дуло (Дула) от рода Белар, рода на прабългарите.
В най-ранния запазен тюркски речник, епонимичния герой на тюрките, Алп Ер Тунга, се идентифицира с героя Афрасиаб (Франгасян в „Зенд Авеста“) от персийскат алитература. Алп Ер Тунга е символична фигура в тюркските предания. Гоктюрките от 6 век предават това предание и те също вярват, че са потомци на вълк. Според „Книга на царете“, написана от персийския автор Фирдоуси, Афрасиаб е преследван и убит в Азербайджан.

## История
Общоприето е да се смята, че първите тюрки са обитавали Средна Азия. Някои учени разглеждат хуните като едно от най-ранните тюркско-монголски племена. Основната миграция на тюркски народи е станала между 1 и 10 век, когато те се разпръскват в по-голямата част от Средна Азия и Европа.
Точната дата на първоначалното преселение от древната родина остава неизвестна. Първата държава, позната като „Тюрк“ или Тюркски хаганат дала името си на много държави и народи след нея, е тази на гоктюрките (гьок (gök) означава „син“ или „небе“) в 6 век. Главатарят на рода Асена довежда хората си от Ли-джиен (съвременната Желайжай) в Джуан Джуан, търсейки включване в техния племенен съюз и защита от Китай. Хората от племето му са били прославени ковачи и получили земя близо до планинска кариера, която изглеждала като шлем, откъдето те получили името си 突厥. Един век по-късно мощта им се увеличила дотолкова, че те завлядяли Джуан Джуан започнали да установяват своята „Гок империя“.
По-късни тюркски народи са карлуките (главно през 8 век), уйгурите, киргизите, огузите и туркмените. Създавайки държави в региона между Монголия и Трансоксиана, те влезли в контакт с мюсюлмани и повечето от тях постепенно приели исляма. Имало (и все още има) обаче и тюркски народи, принадлежащи към други религии, включително шаманисти, християни, юдаисти (виж хазари), будисти и зороастрийци.
В армията на абасидските халифи военачалниците от тюркски произход, станали де факто господари на по-голямата част от мюсюлманския Близък изток (без Сирия и Египет), особено след 10 век. Огузите и други племена завладяват и управляват различни държави под предводителството на селджукската династия и накрая завладяват териториите на абасидската династия и Византийската империя.
Междувременно киргизите и уйгурите воюват едни с други и с Китайската империя. Киргизите накрая се заселват в района, наричан сега Киргизстан. Татарите побеждават волжките българи в днешен Татарстан, следвайки нашествието на Запад на монголите, водени от Чингис хан през 12 век. Тюркските групи навсякъде се смесват с местните населения в различни степени. Монголските нашествия на запад коренно променят етническия и политически живот на тюрките в Централна Азия и Източна Европа.
Упадъка на Селджукската империя идва след нашествието на монголите, а по-късно след това Османската империя се очертава като новата важна тюркска държава, която достига господство не само над Близкия изток, но и над югоизточна Европа, части от югозападна Русия и Северна Африка.
Османската империя постепенно отслабва поради лоша администрация, неколкократни войни с Русия и Австро-Унгария и появата на националистически движения на Балканите и арабските държави, и накрая отстъпва място на днешната република Турция.

## Език
Тюркските езици са една от групите алтайските езици. Различните тюркски езици обикновено се разглеждат като географски групирания, тъй като високата подвижност и размесване на тюркските народи в историята прави точната класификация изключително трудна: огузки (или югозападни) езици, кипчакски (или северозападни) езици, карлукски езици (като уйгурски) и северни езици (като алтайски и якутски) и изолирани езици (огурски като чувашкия).

## Племена и разпространение

### Западни тюрки
- -     -   Чуваши

  - Кипчакска (северозападна) подгрупа
    - Кипчакски народи
      -   Татари
      -   Башкири

    - Кипчакско-кумански (кипчакско-огузски) народи
      -   Кримски татари (Кримци)1
      -   Кумики
      -   Балкарци
      -   Карачаевци
      -   Караими2
      -   Кримчаки5

    - Кипчакско-ногайски народи
      -   Ногайци
      -   Казахи
      -   Каракалпаки

  - Карлукска (югоизточна) подгрупа
    -   Узбеки
    -   Уйгури
    -   Илийски уйгури

  - Огузска (югозападна) подгрупа
    -       -   Гагаузи
      -   Балкански тюрки

    - Огузо-селджукски народи
      -   Кашкайци
      -    Халаджи
      -   Азербайджанци
      -   Турци
      -   Кипърски турци
      -   Иракски турци (Туркомани)
      -   Сирийски турци
      -   Уруми3
      -   Кримски татари (Кримци)1

    - Огузо-туркменски народи
      -   Туркмени
      -   Трухмени
      -    Хорасански тюрки (Каджари, Теймурташи, Гудари и др.)
      -   Афшари
      -   Карапапахи
      -   Салари

### Източни тюрки
- - Киргизо-кипчакска подгрупа
    -   Киргизи
    -   Алтайци4
    -   Алтайски татари

  - Уйгурска подгрупа
    -   Жълти уйгури (Сариг-Уйгури)
    -   Алтайци4
    -   Тофалари
    -   Тувинци
    -   Хакаси
    -   Шорци
    -    Якути (Саха)
    -   Долгани

## Религия
Различни доислямски тюркски цивилизации от 6 век са били шаманистки и тенгристки. Шаманистката религия се основава на духовните и естествени елементи на земята. Тенгризмът, от своя страна, се състои в култ към бога Тенгри като бог, който господства на небесата. Някои изповядвали също зороастрийската религия (основно в Азербайджан), будизъм, юдаизъм и преди всичко ислям.
Днес повечето тюрки са мюсюлмани сунити. Това са повечето от балканските тюрки, башкирите, кримските татари, карачаевците, казахите, кумиките, киргизите, балкарците, ногайците, казанските татари, туркмените, турците, уйгурите, жълтите (саръ-)уйгури и узбеките. Азербайджанците от Република Азербайджан и Южен Азербайджан (северозападен Иран) са единствените важни тюркски народи, които остават верни на шиитския клон на мюсюлманската вяра, но напоследък има много случаи на преминаване към сунитство. Кашкайските номади и хорасанските турци, както и различни тюркски племена, разпръснати из Иран, също са шиити. Алевите в Турция са май-голямото религиозно малцинство в страната. Въпреки че се твърди, че те вярват в доктрина на исляма, тясно свързана с шиитското течение, шиитите смятат алевите за еретици.
Основните християнски тюркски народи са чувашите от Чувашия и гагаузи от Молдова. Караимите от Източна Европа са юдаисти, а много тюрки с юдаистко потекло живеят в големи градове като Истанбул, Анкара и Баку (виж дьонме и турски евреи). В района на Сибир алтайците, тувинците и хакасите са шаманисти, запазили първоначалната религия на тюркските народи. Якутите от Якутия в североизточен сибир са традиционно шаманисти, но много са покръстени. Саръуйгурите (жълтите уйгури) от западен Китай са единственият будистки тюркски народ. Освен това има и малки разпръснати групи тюрки, които носят други религии като бахайската вяра и зороастризма.
Въпреки че много тюркски народи са станали мюсюлмани под влияние на суфисти, често шиитски настроени, повечето тюркски народи днес са сунити, като не се забравя внушителната група алеви в Турция. Алевите, които някога са живеели предимно в Източен Анадол, днес са концентрирани във важни градски центрове в западна Турция.
Чувашите-езичници в Русия смесват древни тюркски вярвания, зороастризъм, хазарски юдаизъм и ислям. Чувашкият религиозен календарен цикъл е основан на земеделски култ, тясно съчетаващ култовете към земята, водата и растителността с този към прадедите. Покръстването на чувашите предимно през 19 век има забележим ефект върху празниците и обичаите им, които са адаптирани, за да съвпадат с православните празници и с християнските ритуали. Въпреки че съвременните чуваши се броят за православни християни, едно малцинство продължава да изповядва традицонните си вярвания.  Архив на оригинала от 2011-09-27 в Wayback Machine..
Гагаузите от Молдова са повечето християни.
Някои тюркски народи (особено в руските автономни райони и републики Алтай, Хакасия и Тува са предимно шаманисти. Шаманизмът е бил преобладаваща религия в различни тюркски групи преди 8 век, когато мнозинството приема исляма.
В наши дни сред тюркските народи има и малко будисти, юдаисти, зороастрианци и бахайци.
Забележка: Тенгри отдавна е променен в „Танръ“ (на турски език Tanrı) в съвременния турски (поне на Република Турция), което означава буквално „Бог“. По традиция обаче Бог е наричан „аллах“ в ежедневната употреба, където „аллах“ е едно от многото имена на „Бог“, както се казва в Корана. Така че думата тенгри=танръ все още се използва от гражданите на Турция, където ислямът е главна религия.

## Турски свят и пантюркизъм
Някои смятат тюркските държави, региони и народи за част от Турския свят. Други се тревожат, че това е резултат от и пример за пантюркизма, използван, за да насърчи хегемонистки или дори империалистични намерения на съвременна Турция. Все пак може и да не е така, защото много се твърди, че пантуркизмът се подкрепя широко извън Турция. Официалната позиция на Турция като национална държава не подкрепя пантюркизма, но и не го отхвърля.
Защитниците на концепцията посочват, че по същия начин много араби се чувстват като част от един по-голям „Арабски свят“.
Опонентите обръщат внимание върху отрицателните елементи, които могат да съществуват във всеки вид национализъм (бил той турски или не), върху ролята на пантюркисткото движение в революциите в Русия и върху културното, религиозно и политическо разнообразие сред много от тюркските народи и етнически групи и смятат, че едно движение към по-силно пантюркско единство може да има отрицателно влияние върху региона.

### На английски език
- turkicworld
- Към въпроса за корените на тюркските народи
- Istanbul Kültür University Архив на оригинала от 2008-04-23 в Wayback Machine.
- Сравнение между турските и туркменистанските турски езици Архив на оригинала от 2004-10-13 в Wayback Machine.
- Примери за традиционно турско и османско облекло Архив на оригинала от 2006-01-10 в Wayback Machine.
- Общ поглед върху историята на уйгурския турски Архив на оригинала от 2004-10-13 в Wayback Machine.
- Международен симпозиум по тюркология и изследвания по турска история Архив на оригинала от 2006-08-29 в Wayback Machine.
- Връзки за обучение по турски език на Türkçekent Orientaal Архив на оригинала от 2008-06-13 в Wayback Machine.
- Връзки за тюркски езици на Türkçestan Orientaal Архив на оригинала от 2008-06-22 в Wayback Machine.
- Урало-алтайско-шумерски етимологичен речник Архив на оригинала от 2005-07-28 в Wayback Machine.
- Интернет ресурси за кримските татари Архив на оригинала от 2011-01-07 в Wayback Machine.
- Страница за кримските татари
- Страница на Кемал за кримските татари с ресурси за кримския татарски език Архив на оригинала от 2022-01-27 в Wayback Machine.

#### Нови резултати от изследвания на ДНК
- Probable ancestors of Hungarian ethnic groups: an admixture analysis“, C. R. GUGLIELMINO, A. DE SILVESTRI and J. BERES
- MtDNA and Y chromosome polymorphisms in Hungary: inferences from the palaeolithic, neolithic and Uralic influences on the modern Hungarian gene pool[неработеща препратка]

### На руски език
- Страница на Мурад Аджи

## За допълнително четене

### На английски език
- Charles Warren Hostler, The Turks of Central Asia, (Greenwood Press, November 1993), ISBN 0-275-93931-6
- Carter V. Findley, The Turks in World History, (Oxford University Press, October 2004) ISBN 0-19-517726-6